# Liste des évêques de Dundo
Liste des évêques de Dundo
(Dioecesis Dundensis)
L'évêché de Dundo est créé le 9 novembre 2001, par détachement de celui de Saurimo.

## Liste des évêques
- 9 novembre 2001-6 juin 2007 : Joaquim Ferreira Lopes
- 6 juin 2007-6 octobre 2008 : siège vacant
- 6 octobre 2008-12 avril 2011 : José Imbamba (José Manuel Imbamba)
- 12 avril 2011-22 décembre 2012 : siège vacant
- depuis le 22 décembre 2012 : Estanislau Marques Chindekasse

## Sources
- L'ANNUAIRE PONTIFICAL, sur le site http://www.catholic-hierarchy.org, à la page